# Collateral
Collateral (conocida como Colateral: lugar y tiempo equivocado en Hispanoamérica) es una película estadounidense de acción y suspenso de 2004, dirigida por Michael Mann y protagonizada por Tom Cruise, Jamie Foxx, Jada Pinkett Smith, Mark Ruffalo y Peter Berg.

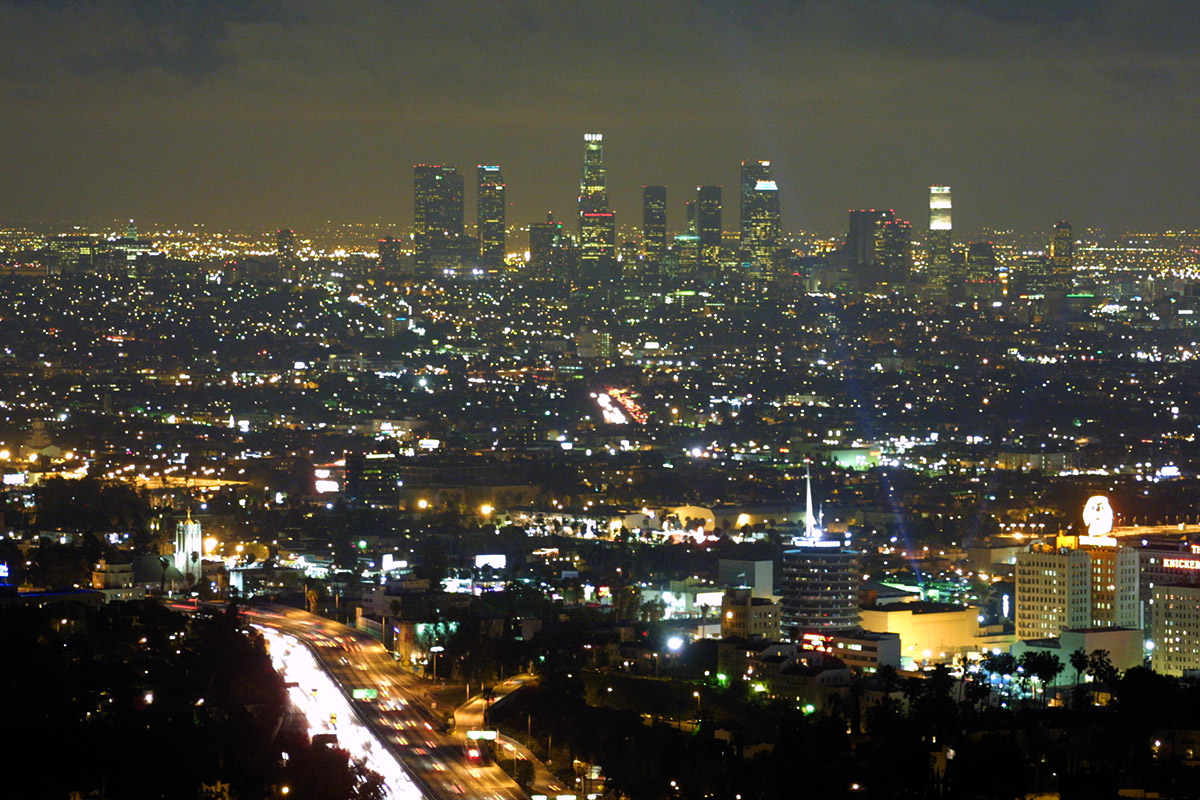
Vista nocturna de Los Ángeles. La totalidad de la película transcurre en sus calles durante una noche.

## Sinopsis
Max (Jamie Foxx) es un taxista que emprende un viaje que cambiará todo cuando Vincent (Tom Cruise) le ofrece una suma considerable en efectivo a cambio de hacer varias paradas a lo largo del trayecto. Pero lo que comienza como una velada auspiciosa pronto se convierte en una noche desesperada cuando Max se da cuenta de que las paradas de Vincent no son simples trámites. Así Max se convierte en rehén de un asesino a sueldo tan calmado como implacable. De esta forma, debe hallar la manera de detener las muertes y sobrevivir.

## Argumento
El 24 de enero de 2004, un taxista llamado Max Durocher (Jamie Foxx) trabaja con el objetivo de ganar lo suficiente para iniciar su propio negocio de limusinas. Recoge en su taxi a una empleada del Departamento de Justicia de los Estados Unidos llamada Annie Farrell (Jada Pinkett Smith) para llevarla a su oficina, donde prepara un caso de acusación por tráfico de drogas. A pesar de que ella quiere darle una propina por su segura y rápida conducción y por su amabilidad, él se niega y le dice que se quede con el dinero "para comprarse algo especial". A Annie le gusta Max y le da su tarjeta de visita.
A continuación, un hombre de negocios llamado Vincent (Tom Cruise) se sube en el taxi de Max, dándole $600 por realizar cinco paradas y esperarle en cada una de ellas. Cuando Max está esperando en la primera parada, Vincent entra en un complejo de apartamentos y dispara al narcotraficante Ramón Ayala. Este inesperadamente cae por la ventana de su departamento directamente sobre el taxi, lo que obliga a Vincent a revelarse como un asesino a sueldo. Luego, obliga a Max a esconder el cuerpo en el maletero, limpiar el coche y continuar con el viaje. Sin embargo, Max es detenido por la policía debido a los daños que tiene el vehículo (causados por el impacto del cuerpo de Ayala). Pero justo antes de que los agentes puedan investigar más, tienen que irse por una convocatoria urgente.
Vincent, preocupado por Max, lo deja atado al volante del taxi en un callejón, mientras va a asesinar a un abogado defensor llamado Sylvester Clarke. Max pide la ayuda de un grupo grande de adolescentes, que pasaban, pero en lugar de tratar de ayudarlo, toman todo el dinero en efectivo que tiene y también se llevan el maletín de Vincent. Pero Vincent regresa y los mata para horror de Max.
Vincent entonces lleva a Max a un club de jazz para tomar una copa con el dueño del club, Daniel Baker (Barry Shabaka Henley), una vez que el club ha cerrado. Max presencia la ejecución de Baker cuando este responde incorrectamente una pregunta que hace Vicent acerca de Miles Davis. Vincent entonces insiste a Max visitar a su madre, Ida (Irma P. Hall) en el hospital, de modo que evite sospechas por salirse de su rutina diaria. Hace como que es un amigo de Max y va entablando una relación amigable con Ida, cosa que trastorna a Max, que se escapa corriendo con el maletín de Vincent y lo arroja a la autopista, destrozándolo un camión. Con su lista de objetivos destruida, misma que traía en su computadora personal Vincent obliga a Max a entrevistarse con el narcotraficante Félix Reyes Torrena (Javier Bardem), amenazando con matar a la madre de Max si no lo hace. Haciéndose pasar por Vincent, Max ve a Félix y consigue una unidad flash USB que enumera los dos últimos objetivos. Al conectar la unidad flash en el ordenador del taxi , Vincent y Max adquieren los detalles del próximo objetivo, el gánster coreano Peter Lim, que está en un club nocturno.
Mientras tanto, el detective del Departamento de Policía de Los Ángeles Ray Fanning (Mark Ruffalo) descubre la conexión entre las tres víctimas e informa de su hallazgo al agente especial del FBI Frank Pedrosa (Bruce McGill), que identifica que los objetivos del asesino testificarán contra Félix en un juicio federal al día siguiente. En represalia, Félix ha contratado a Vincent para matar a los cinco testigos clave. Pedrosa reúne un grupo de policías para proteger al testigo Lim, que está en el club nocturno lleno de gente al mismo tiempo que Vincent, que a su vez está siendo seguido por los hombres de Félix. Vincent se las arregla para matar a los sicarios que lo perseguían, a todos los policías que protegían a Lim y al propio Lim, antes de salir del club en medio del caos. Fanning rescata a Max y consigue ponerlo a salvo fuera del club, pero es asesinado por Vincent, que mete a Max de nuevo en el taxi.
Cuando se han alejado, los dos se enzarzan en una amarga discusión sobre sus vidas y sobre el asesinato de Fanning por Vincent. Max le dice abiertamente a Vincent que es un sociópata, mientras que Vincent se burla de Max por ser demasiado pasivo con su vida y por caer en la rutina. Max finalmente se enfurece, negándose a escuchar las órdenes de Vincent, y acelera por las calles vacías, retando a Vincent a dispararle si se atreve, para finalmente chocar deliberadamente el taxi, que acaba dando vueltas de campana. Vincent huye a pie antes que llegue un policía, que cuando va a prestar ayuda a Max se da cuenta de que hay un cadáver en el maletero.
Max ve el perfil de Annie en el ordenador del taxi y se da cuenta de que ella es el último objetivo de Vincent. Reduce al agente y le quita el arma, y corre a la oficina de Annie. Intenta llamarla utilizando su tarjeta de visita, pero la señal del celular primero y la batería después cortan la llamada. Finalmente se las arregla para llegar a su oficina y la salva disparando a Vincent, pudiendo escapar. Max y Annie suben al metro con Vincent persiguiéndoles.
En el último vagón del tren, Max sabe que no tiene otra opción más que hacer frente a Vicent. Max entabla un tiroteo a ciegas con Vincent cuando las luces del tren parpadean, hiriéndolo mortalmente y saliendo indemne. Vincent se desploma en una silla y muere, después de repetir una anécdota que había escuchado antes sobre un hombre que murió en un tren y cuyo cuerpo pasó desapercibido durante seis horas. Max y Annie se bajan en la siguiente estación, al amanecer de un nuevo día.

## Reparto
- Jamie Foxx como Max Durocher, un taxista a quien Vincent usa como chofer.
- Tom Cruise como Vincent , un ex operador especial y asesino a sueldo profesional contratado por los intermediarios para matar a cuatro testigos y un fiscal. Russell Crowe fue considerado para el papel.
- Jada Pinkett Smith como Annie Farrell, una fiscal.
- Thomas Rosales, Jr. como Ramón Ayala, un delincuente testigo contra los narcos.
- Barry Shabaka Henley como Daniel Baker, el trompetista y dueño del bar de jazz.
- Irma P. Hall como Ida Durocher, la madre del taxista Max
- Mark Ruffalo como Ray Fanning, detective del Departamento de Policía de Los Ángeles.
- Peter Berg como Richard Weidner, el detective compañero de Ray Fanning.
- Javier Bardem como Félix Reyes Torrena, un capo de la droga de un cártel mexicano que contrata a Vincent.
- Emilio Rivera como Paco, uno de los matones de Félix.
- Richard T. Jones como el 1.º policía de tránsito.
- Jamie McBride como el 2.º policía de tránsito.
- Inmo como Peter Lim, el cuarto testigo.
- Bruce McGill como Frank Pedrosa, agente del FBI.
- Klea Scott como Zee, una agente del FBI
- Paul Adelstein como otro agente del FBI.
- Wade Williams como otro agente del FBI.
- Jason Statham como un hombre en el aeropuerto.

## Banda sonora
La banda sonora de Collateral fue publicada el 3 de agosto de 2004 por Hip-O Records.

| Collateral: Original Motion Picture Soundtrack |                                                        |                                  |          |  |
| N.º                                            | Título                                                 | Escritor(es)                     | Duración |  |
| 1.                                             | «Briefcase»                                            | Tom Rothrock                     | 2:07     |  |
| 2.                                             | «The Seed (2.0)» (Extended Radio Edit)                 | The Roots, Cody Chesnutt         | 4:13     |  |
| 3.                                             | «Hands of Time»                                        | Groove Armada                    | 4:19     |  |
| 4.                                             | «Guero Canelo»                                         | Calexico                         | 3:00     |  |
| 5.                                             | «Rollin' Crumblin'»                                    | Tom Rothrock                     | 2:21     |  |
| 6.                                             | «Max Steals Briefcase»                                 | James Newton Howard              | 1:48     |  |
| 7.                                             | «Destino De Abril»                                     | Green Car Motel                  | 5:15     |  |
| 8.                                             | «Shadow on the Sun»                                    | Audioslave                       | 5:43     |  |
| 9.                                             | «Island Limos»                                         | James Newton Howard              | 1:33     |  |
| 10.                                            | «Spanish Key»                                          | Miles Davis                      | 2:25     |  |
| 11.                                            | «Air»                                                  | Klazz Brothers & Cuba Percussion | 5:46     |  |
| 12.                                            | «Ready Steady Go (Korean Style)» (L'Arc-en-Ciel cover) | Paul Oakenfold (esta versión)    | 4:48     |  |
| 13.                                            | «Car Crash»                                            | Antonio Pinto                    | 2:19     |  |
| 14.                                            | «Vincent Hops Train»                                   | Howard                           | 2:02     |  |
| 15.                                            | «Finale»                                               | Howard                           | 2:18     |  |
| 16.                                            | «Requiem»                                              | Pinto                            | 1:56     |  |
| 51:53                                          |                                                        |                                  |          |  |